# Яковець Сергій Володимирович
Яковець Сергій Володимирович  (* 16 травня 1982) — український футболіст, воротар.